# Washington Redskins 1972

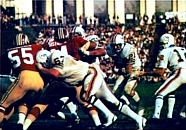
I Redskins contro i Dolphins nel Super Bowl VII

La stagione 1972 dei Washington Redskins è stata la 41ª della franchigia nella National Football League e la 36ª a Washington.
Il capo-allenatore George Allen, alla sua seconda stagione con la squadra, portò i Redskina al loro primo Super Bowl. La squadra, che aveva mancato l'accesso ai playoff in tutti gli anni cinquanta e sessanta, vinse la sua prima gara nella postseason dal 1943 e arrivò in finale per la prima volta dal 1945. I Redskins campioni della National Football Conference furono battuti per 14-7 nel Super Bowl VII dagli imbattuti Dolphins.
La stagione 1972 fu la prima in cui i Redskins adottarono il loro ex logo, la testa di profilo di un nativo americano in cerchio dorato. Con i Washington Senators trasferitisi in Texas nel 1971 e i Baltimore Bullets non ancora trasferiti fino al 1973, i Redskins rimasero l'unica squadra di Washington nelle quattro maggiori leghe professionistiche americane.

## Scelte nel Draft 1972
| Scelte dei Redskins nel Draft 1972 |        |                    |                |                        |
| Giro                               | Scelta | Giocatore          | Ruolo          | College                |
| 8                                  | 203    | Moses Denson       | Running Back   | Maryland-Eastern Shore |
| 9                                  | 229    | Steve Boekholder   | Defensive End  | Drake                  |
| 10                                 | 255    | Mike Oldham        | Wide Receiver  | Michigan               |
| 11                                 | 281    | Jeff Welch         | Defensive Back | Arkansas Tech          |
| 12                                 | 307    | Don Bunce          | Quarterback    | Stanford               |
| 13                                 | 332    | Frank Grant        | Wide Receiver  | Southern Colorado      |
| 15                                 | 365    | Mike O'Quinn       | Guard          | McNeese State          |
| 15                                 | 385    | Carl Taibi         | Defensive End  | Colorado               |
| 16                                 | 411    | Steve Higginbotham | Defensive Back | Alabama                |
| 17                                 | 437    | Kevin Clemente     | Linebacker     | Boston College         |

## Roster
| Roster dei Washington Redskins nel 1972 |
| --- |
| Quarterback - 9 Sonny Jurgensen - 17 Billy Kilmer - 18 Sam Wyche Running Back - 43 Larry Brown - 26 Bob Brunet - 31 Charlie Harraway FB - 25 Mike Hull - 28 Herb Mul-Key Wide Receiver - 86 Boyd Dowler - 80 Roy Jefferson - 24 Bill Malinchak - 85 Clifton McNeil - 42 Charley Taylor Tight End - 81 Mack Alston - 87 Jerry Smith Offensive Linemen - 58 George Burman C - 56 Len Hauss C - 75 Terry Hermeling T - 73 Paul Laaveg G - 76 Walt Rock T - 62 Ray Schoenke G - 74 Jim Snowden T - 60 John Wilbur G Defensive Linemen - 89 Verlon Biggs DE - 77 Bill Brundige DT - 79 Ron McDole DE - 64 Manny Sistrunk DT - 72 Diron Talbert DT Linebacker - 55 Chris Hanburger - 53 Harold McLinton - 32 Jack Pardee - 66 Myron Pottios - 67 Rusty Tillman Defensive Back - 41 Mike Bass CB - 45 Speedy Duncan CB - 37 Pat Fischer CB - 23 Brig Owens S - 16 Richie Petitbon SS - 22 Rosey Taylor FS - 29 Ted Vactor Special Team - 4 Mike Bragg P - 5 Curt Knight K                       |
| Legenda - I rookie sono in corsivo. - Il primo ruolo è il principale mentre gli eventuali successivi indicano i ruoli secondari. - (IR) sta per Injured Reserve ed indica la lista ristretta per un solo giocatore infortunato che può tornare ad allenarsi dopo la settimana 6 e a rientrare in prima squadra dopo che questa ha giocato 8 partite. - (NF-Inj.) / (NF-Ill.) stanno rispettivamente per Non-Football Injured e Non-Football Illness ed indicano le liste dove viene inserito un giocatore che ha un infortunio o una malattia non dipendente dal football americano. - (PUP) sta per Physically Unable to Perform ed indica la lista dove viene inserito un giocatore mentre è in attesa di recuperare la condizione fisica. Nella stagione regolare dopo la sesta partita giocata dalla propria squadra, il giocatore ha tempo tre settimane per riprendere ad allenarsi, più tre settimane aggiuntive dal suo rientro agli allenamenti per rientrare in prima squadra. |

## Calendario
| Stagione regolare |              |                         |           |        |                        |          |         |
| Turno             | Data         | Avversario              | Risultato | Record | Stadio                 | Pubblico | Sintesi |
| 1                 | 18 settembre | at Minnesota Vikings    | V 24–21   | 1–0    | Metropolitan Stadium   | 47,900   | Recap   |
| 2                 | 24 settembre | St. Louis Cardinals     | V 24–10   | 2–0    | RFK Stadium            | 53,039   | Recap   |
| 3                 | 1º ottobre   | at New England Patriots | S 23–24   | 2–1    | Schaefer Stadium       | 60,999   | Recap   |
| 4                 | 8 ottobre    | Philadelphia Eagles     | V 14–0    | 3–1    | RFK Stadium            | 53,039   | Recap   |
| 5                 | 15 ottobre   | at St. Louis Cardinals  | V 33–3    | 4–1    | Busch Memorial Stadium | 50,454   | Recap   |
| 6                 | 22 ottobre   | Dallas Cowboys          | V 24–20   | 5–1    | RFK Stadium            | 53,039   | Recap   |
| 7                 | 29 ottobre   | at New York Giants      | V 23–16   | 6–1    | Yankee Stadium         | 62,878   | Recap   |
| 8                 | 5 novembre   | at New York Jets        | V 35–17   | 7–1    | Shea Stadium           | 63,962   | Recap   |
| 9                 | 12 novembre  | New York Giants         | V 27–13   | 8–1    | RFK Stadium            | 53,039   | Recap   |
| 10                | 20 novembre  | Atlanta Falcons         | V 24–13   | 9–1    | RFK Stadium            | 53,034   | Recap   |
| 11                | 26 novembre  | Green Bay Packers       | V 21–16   | 10–1   | RFK Stadium            | 53,039   | Recap   |
| 12                | 3 dicembre   | at Philadelphia Eagles  | V 23–7    | 11–1   | Veterans Stadium       | 65,720   | Recap   |
| 13                | 9 dicembre   | at Dallas Cowboys       | S 24–34   | 11–2   | Texas Stadium          | 65,136   | Recap   |
| 14                | 17 dicembre  | Buffalo Bills           | S 17–24   | 11–3   | RFK Stadium            | 53,039   | Recap   |

Nota: gli avversari della propria division sono in grassetto.

### Playoff
| Playoff          |                 |                   |           |                               |          |         |
| Turno            | Data            | Avversario        | Risultato | Stadio                        | Pubblico | Sintesi |
| Divisional       | 24 dicembre     | Green Bay Packers | V 16–3    | RFK Stadium                   | 53,140   | Recap   |
| NFC Championship | 31 dicembre     | at Dallas Cowboys | V 26–3    | RFK Stadium                   | 53,129   | Recap   |
| Super Bowl VII   | 14 gennaio 1973 | Miami Dolphins    | S 7–14    | Los Angeles Memorial Coliseum | 90,182   | Recap   |

## Classifiche
| NFC East            |    |    |   |      |       |        |     |     |     |
|                     | V  | S  | P | %    | DIV   | CONF   | PF  | PS  | STR |
| Washington Redskins | 11 | 3  | 0 | .786 | 7–1   | 10–1   | 336 | 218 | S2  |
| Dallas Cowboys      | 10 | 4  | 0 | .714 | 6–2   | 7–4    | 319 | 240 | S1  |
| New York Giants     | 8  | 6  | 0 | .571 | 5–3   | 7–4    | 331 | 247 | V1  |
| St. Louis Cardinals | 4  | 9  | 1 | .321 | 1–6–1 | 3–7–1  | 193 | 303 | V2  |
| Philadelphia Eagles | 2  | 11 | 1 | .179 | 0–7–1 | 0–10–1 | 145 | 352 | S5  |

## Premi
- Larry Brown:

MVP della NFL
giocatore offensivo dell'anno